# Понтия
 Тази статия е за римлянката.  За рода пеперуди вижте Pontia.  
Понтия (на латински: Pontia) е римлянка от 1 век по времето на император Нерон, която отравя синовете си и се самоубива.

## Биография
Произлиза от фамилията Петронии. Дъщеря е на Публий Петроний.
Омъжва се за Марк Ветий Болан, който става суфектконсул през 66 г. и управител на Британия (69 – 71) и помага на Веспасиан да получи престола. Той умира през 76 г.
Майка е на близнаците Марк Ветий Болан (консул 111 г.) и Ветий Криспин, покровител на Стаций (40 – 96). Вероятно тя отравя синовете си и се самоубива.